# Zoothera imbricata
El zorzal dorado de Ceilán (Zoothera imbricata) es una especie de ave paseriforme de la familia Turdidae endémica de Sri Lanka. Es un pájaro sedentario que vive únicamente en los humedales del suroeste de la isla de Ceilán. El zorzal dorado de Ceilán anteriormente se consideraba una subespecie del zorzal dorado del Himalaya. El zorzal dorado de Ceilán es más pequeño, tiene el pico más largo y sus partes inferiores son de tonos castaños rojizos.